# Unione Sportiva Viterbese 1908
La Unione Sportivo Viterbese 1908 fue un club de fútbol de Italia, con sede en Viterbo, en la región del Lacio. Fue fundado en 1908, refundado en varias ocasiones, y desapareció en 2024.

## Historia
Fue fundado en el año 1908 en la ciudad de Viterbo con el nombre US Viterbese Calcio y en la temporada de 1926/27 asciende a la segunda categoría regional hasta su descenso en 1929 y cambia su nombre por el de  Associazione Calcio 115ª Legione M.V.S.N. Viterbo.
Dos años después cambia de nombre por el de AS Viterbo, el cual tienen hasta 1937 al cambiarlo por el de CF GIL Viterbo, luego por el de GS GIL Viterbo un año más tarde, para que en 1939 regrese a llamarse AS Viterbo.
En 1951 el club vuelve a cambiar de nombre, esta vez por el de US Viterbese hasta 1961 al cambiar de nombre por el de US Tuscanviterbese, aunque en 1964 cambiaron su nombre de nuevo a US Viterbese.
En la temporada de 1967/68 el club logra el ascenso a la Serie D por primera vez en su historia, abandonando las ligas regionales de Lacio, y para 1971 el club asciende a la Serie C, en la cual permaneció dos temporadas hasta su regreso a la Serie D. En la temporada 1975/76 el club retorna a la tercera división, pero esta vez solo estuvieron una temporada hasta su descenso a la ligas regionales en la temporada de 1980/81.
En el año 1994/95 el club logra el ascenso a la Serie C2, la cuarta categoría, y para la temporada 1998/99 ascienden a la Serie C1. En el año 2004 el club es refundado con el nombre AS Viterbo Calcio hasta que dos años después cambia su nombre al de AS Viterbese Calcio y en la temporada 2007/08 el club regresa a la Serie D tras perder en el repechaje con el Viareggio.
En el año 2013 el club cambia su nombre por el de ADC Viterbese Castrense y en el año 2015 el cub cambia de nombre a su denominación actual, ganando el título de la Serie D y ascendiendo a la Lega Pro para la temporada 2016/17.

## Estadio

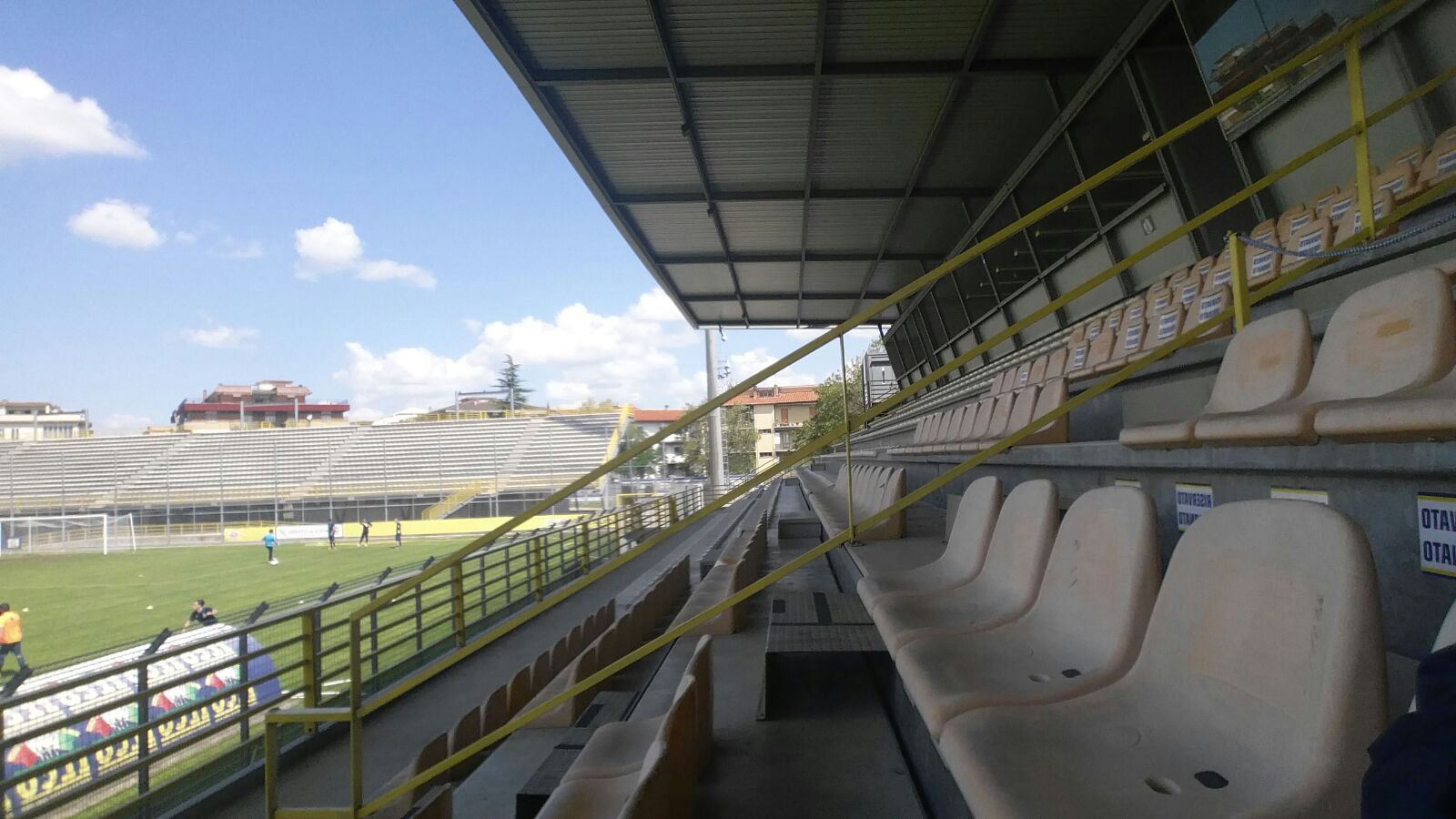
Estadio Enrico Rocchi.

El club disputaba sus partidos de local en el Stadio Enrico Rocchi de Viterbo, con capacidad para 5550 espectadores.

## Palmarés

### Torneos nacionales
- Coppa Italia Serie C (1): 2018-19
- Serie D (1): 2015-16

### Torneos interregionales
- Serie C2 (1): 1998-99 (Grupo B)
- Serie D (3): 1969-70 (Grupo F), 1975-79 (Grupo F), 2015-16 (Grupo G)
- Campionato Nazionale Dilettanti (1): 1994-95 (Grupo E)

### Torneos regionales
- Eccellenza Lazio (1): 2013-14 (Grupo A)
- Promozione Lazio (1): 1987-88 (Grupo A)
- Prima Divisione Lazio (1): 1954-55
- Prima Categoria Lazio (1): 1965-66 (Grupo A)

- Datos: Q655036